# Джордж Сорос
Джордж Сорос (на английски: George Soros; на унгарски: Soros György – Дьорд Шорош) е американски финансист и милиардер от еврейско-унгарски произход.
Става известен с валутни спекулации и дейността си на филантроп. Основател е на благотворителната фондация „Отворено общество“ и е автор на множество книги. Богатството му към 2007 г. е оценено на 8,5 млрд. долара от списание Форбс, с което той се нарежда на 80-о място по богатство в света и 24-то в САЩ. Сумата, която е дарил през 1991 – 2011 г. чрез своята фондация „Отворено общество“, е над 11 млрд. долара.

## Биография
Роден е в Унгария през 1930 г. Син е на писателя-есперантист Тивадар Шорош. Поради съветската окупация на страната Сорос напуска Унгария през 1946 г., след участие в конгрес на есперантисти. Той имигрира във Великобритания през 1947 и учи философия в London School of Economics. През 1956 г. заминава за САЩ, за да спечели достатъчно пари на Уол Стрийт, както сам казва, а после да може да се посвети на писателска и философска дейност.
Сорос става известен в Черната сряда (16 септември 1992), като спекулира срещу лирата стерлинг. Английската банка е принудена да изтегли валутата си от Европейската монетарна система. Сорос печели 1,1 милиарда долара. Оттам идва и прякорът му „човекът, който разори Английската банка“. По време на азиатската финансова криза, при сходни обстоятелства, Махатхир бин Мохамад, тогавашен първи министър, обвинява Сорос в спекулация с малайзийската валутна единица – рингджит. С тази валутна спекулация развитието на Малайзия е забавено с две години. Все пак Джордж Сорос признава, че съвременната банкова и финансова система е вредна за развитието на по-бедните страни.

## Благотворителна дейност
Като начало на благотворителната му дейност се сочи 1979 г. с програма за стипендии на африкански студенти в колеж в Южна Африка. Сорос е един от основателите и донорите на Централноевропейския университет в Будапеща. Правил е и дарения за Нов български университет и Американски университет в България.
През 2005 г. е превел 30 милиона долара във „фонд за ромско образование“, част от „Десетилетието на ромското включване“. Главен спонсор е на Международен център за изследване на малцинствата и междукултурните взаимодействия 
В България, чрез фондация Отворено общество, той финансира целево редица неправителствени организации като Център за икономическо развитие, Европейски институт, Институт за пазарна икономика, Червената къща, Център за социални практики, Център за либерални стратегии.
Сорос е известен и с активната си подкрепа за легализация на марихуаната.

## Политическа дейност
Според неоконсерватора Дейвид Хороуиц чрез Институт Отворено общество и мрежата от организации, които той финансира, Сорос не само подпомага Демократическата партия в САЩ чрез т.нар. Сенчеста партия (от англ. shadow party), но и с група от хора около него активно диктуват дневния ред на партията.
През 2017 г. под петиция на сайта на Белия дом над 110 хиляди души поискаха милиардерът Джордж Сорос да бъде обявен за терорист и да му бъдат иззети всички активи.

## Инвестиционна дейност
Сорос е един от първите крупни инвеститори в българската софтуерна индустрия след падането на комунизма. С политическа подкрепа през 1998 той инициира създаването на Рила Солюшънс, една от първите частни софтуерни компании в страната, които работят по аутсорсинг проекти за чужбина.

## Признание
Носител е на орден „Стара планина“ (1997).

## Критики и противоречия
От момента на забогатяването му, биват създадени и популяризирани множество конспиративни теории за Джордж Сорос. В същността си те са критични, особено спрямо пресечните точки между политическите му възгледи и филантропската му дейност. Авторът Майкъл Волрайх нарича явлението „антисоросизъм“.